# Henrik Flöjt
Henrik Flöjt (24 maggio 1952 – 26 settembre 2005) è stato un biatleta finlandese.

## Palmarès

### Olimpiadi
- 1 medaglia:
  - 1 argento (Innsbruck 1976 nella staffetta 4x7,5 km)

### Mondiali
- 2 medaglie:
  - 1 oro (Anterselva 1975 nella staffetta 4x7,5 km)
  - 1 argento (Minski 1974 nella staffetta 4x7,5 km)